# Amphibolis
Amphibolis es un género botánico de plantas marinas perteneciente a la familia Cymodoceaceae. Tiene dos especies de hierbas marinas endémicas de la costa sur de Australia.

## Descripción
Estas plantas se desarrollan en terrenos calcáreos y son una importante fuente de alimentación para numerosas especies marinas. Sus raíces y hojas consolidan el suelo oceánico y lo protege de la erosión por la acción de las corrientes y del oleaje. 

## Taxonomía
El género fue descrito por Carl Adolph Agardh  y publicado en Species Algarum 1(2): 474. 1823.

## Especies
- Amphibolis antarctica
- Amphibolis griffithii